# Mount Kerkeslin
Der Mount Kerkeslin ist ein 2984 m hoher Berg mit einer Schartenhöhe von 730 m in den Kanadischen Rocky Mountains in der Provinz Alberta. Er liegt oberhalb des Tals des Athabasca River im Jasper National Park. Er ist der höchste Gipfel der Maligne Range und liegt in deren südlichem Teil, östlich des Icefields Parkway. Der Mount Kerkeslin ist vom Aussichtspunkt der Athabasca Falls aus sichtbar. Er besteht aus Sedimentgesteinen, die im Verlauf des Kambriums abgelagert und während der Laramischen Gebirgsbildung über jüngeres Gestein geschoben wurde.

## Name
Der Berg wurde 1859 durch James Hector während der Palliser-Expedition benannt. Die Namensquelle ist allerdings unbekannt.

## Klima

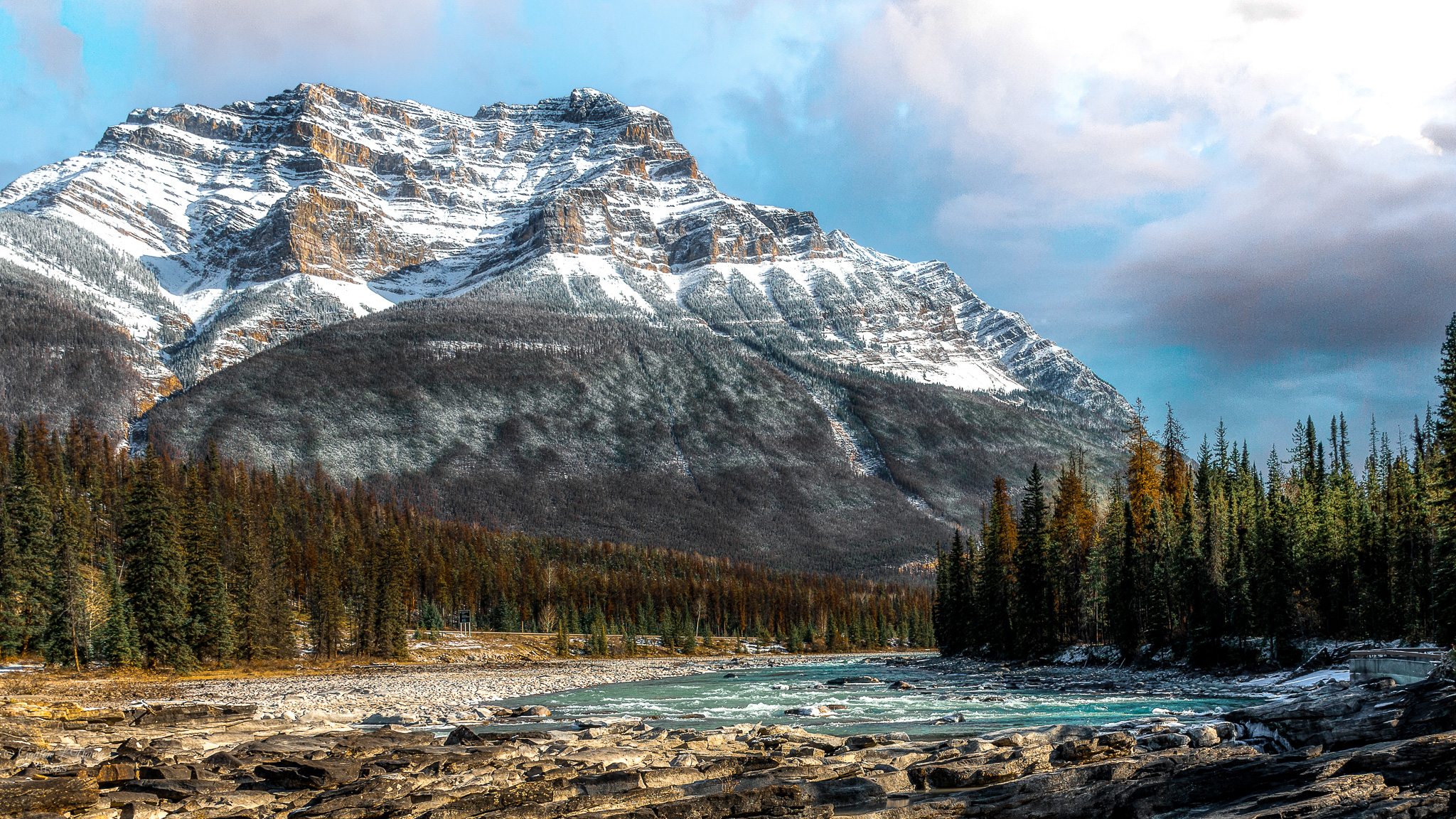
Mount Kerkeslin

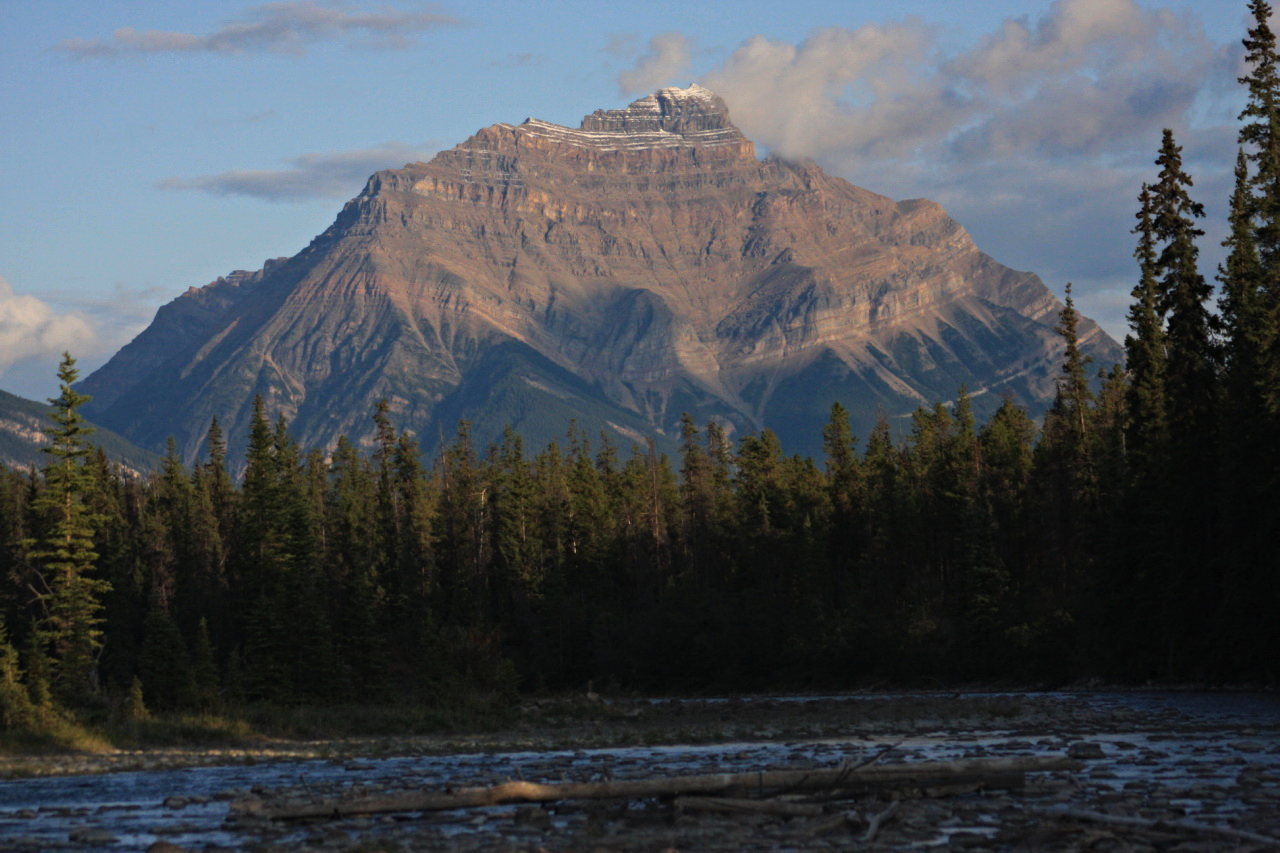
Mt. Kerkeslin

In Bezug auf die Klimaklassifikation nach Köppen und Geiger liegt der Mount Kerkeslin im Bereich des Subpolaren Klimas (Cfc) mit kalten, schneereichen Wintern und milden Sommern. Die Temperaturen können unter −20 °C fallen, unter Berücksichtigung von Windchill-Einfluss unter −30 °C. Die Niederschläge am Mount Kerkeslin fließen in den Athabasca River ab.